# 彼得斯 (加利福尼亞州)
彼得斯（英語：Peters）是位於美國加利福尼亞州聖華金縣的一個人口普查指定地區。

## 地理
彼得斯的座標為37°58′33″N 121°02′36″W / 37.97583°N 121.04333°W，而該地最高點為海拔高度34米（即112英尺）。

## 人口
根據2010年美國人口普查的數據，彼得斯的面積為6.562平方千米，當中陸地面積為6.546平方千米，而水域面積為0.016平方千米。當地共有人口672人，而人口密度為每平方千米102人。